# Римский-Корсаков, Владимир Николаевич (полковник)
Владимир Николаевич Римский-Корсаков (1888—1918) — полковник лейб-гвардии Литовского полка, герой Первой мировой войны.

## Биография
Сын полковника. Уроженец Смоленской губернии.
Окончил 2-й Московский кадетский корпус (1905) и Александровское военное училище (1907), откуда выпущен был подпоручиком в лейб-гвардии Литовский полк. Произведен в поручики 6 декабря 1911 года.
В Первую мировую войну вступил в рядах литовцев. Произведен в штабс-капитаны 30 июля 1915 года «за выслугу лет». Удостоен ордена Святого Георгия 4-й степени
За то, что в бою 15 июля 1916 года, у д. Курган, командуя ротой, прорвал неприятельскую укрепленную линию и взял действующий пулемет.
Произведен в капитаны 28 сентября 1916 года, в полковники — 23 августа 1917 года.
С началом Гражданской войны вступил в Добровольческую армию, участвовал в 1-м Кубанском походе в должности командира отделения гвардейского взвода. С 17 марта 1918 года был назначен командиром 3-й роты Офицерского полка. Убит 30 марта 1918 года при штурме Екатеринодара.

## Награды
- Орден Святой Анны 4-й ст. с надписью «за храбрость» (ВП 10.02.1915)
- Орден Святого Станислава 3-й ст. с мечами и бантом (ВП 2.01.1916)
- Орден Святой Анны 3-й ст. с мечами и бантом (ВП 5.05.1916)
- Орден Святого Георгия 4-й ст. (ПАФ 4.03.1917)